# Couple dans un paysage bleu
Couple dans un paysage bleu est un tableau réalisé par le peintre français Marc Chagall en 1969-1971. Cette peinture à l'huile sur toile représente principalement un homme offrant un bouquet de fleurs à une femme devant Saint-Paul-de-Vence. Elle est conservée dans une collection privée.